# Trichomyia fairchildi
Trichomyia fairchildi är en tvåvingeart som beskrevs av Vargas och Diaz Najera 1953. Trichomyia fairchildi ingår i släktet Trichomyia och familjen fjärilsmyggor. Inga underarter finns listade i Catalogue of Life.